# Ṛ̀
Ṛ̀ (minuscule : ṛ̀), appelé R accent grave point souscrit, est une lettre latine utilisée dans la transcription du sanskrit védique.
Il s’agit de la lettre R diacritée d’un accent grave et d’un point souscrit.

## Utilisation
Dans la romanisation du sanskrit védique, ‹ ṛ̀ › représente une ṛ non élevée (accentuation védique).

## Représentations informatiques
Le R accent grave point souscrit peut être représenté avec les caractères Unicode suivants : 
- composé et normalisé NFC (latin étendu additionnel, diacritiques) :

| formes    | représentations | chaînes de caractères | points de code | descriptions                                                      |
| --------- | --------------- | --------------------- | -------------- | ----------------------------------------------------------------- |
| majuscule | Ṛ̀               | Ṛ◌̀                    | U+1E5A U+0300  | lettre majuscule latine r point souscrit diacritique accent grave |
| minuscule | ṛ̀               | ṛ◌̀                    | U+1E5B U+0300  | lettre minuscule latine r point souscrit diacritique accent grave |

- décomposé et normalisé NFD (latin de base, diacritiques) :

| formes    | représentations | chaînes de caractères | points de code       | descriptions                                                                  |
| --------- | --------------- | --------------------- | -------------------- | ----------------------------------------------------------------------------- |
| majuscule | Ṛ̀               | R◌̣◌̀                   | U+0052 U+0323 U+0300 | lettre majuscule latine r diacritique point souscrit diacritique accent grave |
| minuscule | ṛ̀               | r◌̣◌̀                   | U+0072 U+0323 U+0300 | lettre minuscule latine r diacritique point souscrit diacritique accent grave |